# 합천 해인사 존상도
합천 해인사 존상도(陜川 海印寺 尊像圖)은 경상남도 합천군 가야면 해인사성보박물관에 있는 조선시대의 초상화이다. 2003년 9월 18일 경상남도의 문화재자료 제331호로 지정되었다.

## 개요
전세조대왕진영(傳世祖大王眞影)은 1458년 중추원 윤사로(尹師路)와 승정원 도승지 조석문(曺錫文) 등이 세조 임금의 영정을 조성하여 해인사 금구전(金口殿)에 봉안한 것인데, 현상으로 봐 후에 이모한 것으로 여겨진다. 이 진영은 조선전기에 해인사가 불교계에서 중요한 위상을 차지하고 있었음을 입증하는 자료이다.
머리 위쪽에는 보통 불교 전각 안에 설치되는 천개를 표현하였고 곤룡포를 입고 양손으로 홀을 잡고 의자에 앉아 있는 모습이 화려하고 위엄이 있다. 대왕 주위에 두 명의 시중이 부채를 잡고 그 아래에 동자가 손잡이가 긴 부채를 들고 있다. 또한 대왕 뒤에는 국화꽃을 묘사한 5폭 병풍을 표현하였다.
영정은 비단, 종이에 채색을 한 것으로 제작연대는 천순(天順) 2년, 즉 조선 세조 4년(1458)이다. 전체 크기는 세로 136cm, 가로 86cm이며, 화면 크기는 세로 110.2cm, 가로 71.8cm이고, 바탕은 연녹색으로 상·하단에 비단을 덧대었다.

## 참고 자료
- 합천해인사존상도(전세조대왕진영) - 국가유산청 국가유산포털